# بلوبرتیم
بلوبرتیم (انگلیسی: Bloober Team) شرکت بازی ویدئویی لهستانی است، که در سال ۲۰۰۸ تأسیس شد.